# Générateur chimique d'oxygène
Un générateur chimique d'oxygène est un appareil qui libère de l'oxygène via une réaction chimique. La source d'oxygène est généralement un superoxyde inorganique, chlorate ou du perchlorate. Les ozonures sont un groupe prometteur de sources d'oxygène. Les générateurs sont généralement allumés par un percuteur, et la réaction chimique est généralement exothermique, ce qui fait du générateur un risque d'incendie potentiel. Le superoxyde de potassium a été utilisé comme source d'oxygène lors des premières missions habitées du programme spatial soviétique, pour les pompiers et pour le sauvetage minier (en).

## Dans les avions de ligne commerciaux

Schéma d'un système générateur d'oxygène chimique.

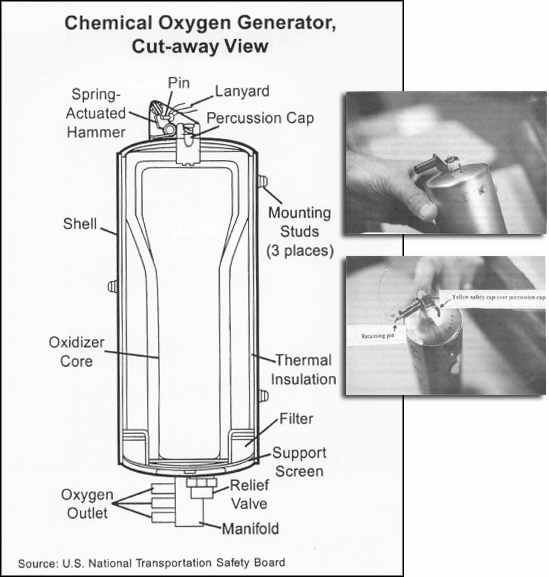
Générateur d'oxygène chimique, vue en coupe.

Les avions commerciaux fournissent de l'oxygène d'urgence (en) aux passagers pour les protéger des chutes de pression dans la cabine. Les générateurs chimiques d'oxygène ne sont pas utilisés pour l'équipage du cockpit, qui sont généralement alimentés à l'aide de cartouches d'oxygène comprimé également appelées bouteilles d'oxygène. Dans les avions de ligne, pour chaque rangée de sièges, il y a des masques à oxygène et des générateurs d'oxygène. Dans certains avions de ligne à fuselage large, comme les DC-10 et IL-96, les cartouches et les masques à oxygène sont montés dans la partie supérieure des dossiers de siège, car le plafond est trop haut au-dessus des passagers. En cas de décompression, les panneaux sont ouverts soit par un pressostat automatique soit par un interrupteur manuel, et les masques sont libérés. Lorsque les passagers abaissent le masque, ils retirent les goupilles de retenue et déclenchent la production d'oxygène.
Le noyau oxydant est le chlorate de sodium (Na Cl O 3), qui est mélangé avec moins de 5 % de peroxyde de baryum (Ba O 2) et moins de 1 % de perchlorate de potassium (K Cl O 4). Les explosifs dans le capuchon de percussion sont un mélange explosif de styphnate de plomb et de tétrazène. La réaction chimique est exothermique et la température extérieure de la cartouche atteint 260 °C. Il produit de l'oxygène pendant 12 à 22 minutes,.
L'activation accidentelle de générateurs expirés incorrectement expédiés a provoqué l'accident du vol ValuJet 592, tuant les 110 personnes à bord. Un DC-10 d'ATA, vol 131, a également été détruit alors qu'il était stationné à l'aéroport O'Hare de Chicago, le 10 août 1986. La cause était l'activation accidentelle d'une cartouche d'oxygène, contenue à l'arrière d'un siège DC-10 cassé, expédiée dans le compartiment de chargement vers une station de réparation. Il n'y a eu ni mort ni blessé car l'avion ne contenait aucun passager lorsque l'incendie s'est déclaré.

## Bougie à oxygène
Une bougie au chlorate, ou une bougie à oxygène, est un générateur d'oxygène chimique cylindrique qui contient un mélange de chlorate de sodium et de poudre de fer qui, une fois allumés, fondent à environ 600°C, produisant du chlorure de sodium, de l'oxyde de fer, et à un taux fixe environ 6,5 heures-homme d'oxygène par kilogramme de mélange. Le mélange a une durée de conservation indéfinie s'il est stocké correctement : les bougies ont été stockées pendant 20 ans sans diminution de la production d'oxygène. La décomposition thermique libère l'oxygène et le fer brûlant fournit la chaleur. La bougie doit être enveloppée dans une isolation thermique pour maintenir la température de réaction et protéger l'équipement environnant. La réaction clé est :
2 NaClO 3 → 2 NaCl + 3 O 2
Le chlorate de potassium et de lithium et les perchlorates de sodium, de potassium et de lithium peuvent également être utilisés dans les bougies à oxygène.
Une explosion causée par l'une de ces bougies a tué deux marins de la Royal Navy sur le HMS Tireless, un sous-marin à propulsion nucléaire, sous l'Arctique le 21 mars 2007. La bougie était devenue contaminée par de l'huile hydraulique, ce qui a fait exploser le mélange plutôt que de le brûler.
Dans le générateur d'oxygène Vika utilisé sur certains engins spatiaux, le perchlorate de lithium est la source d'oxygène. À 400 °C, il libère 60 % de son poids en oxygène :
LiClO 4 → LiCl + 2 O 2

## Générateurs d'oxygène par adsorption à variation de pression (PSA)
Les progrès technologiques ont fourni des systèmes de générateur d'oxygène industriels pour une utilisation où l'air est disponible et une concentration plus élevée d'oxygène est souhaitée. L'adsorption à oscillation de pression (PSA) incorpore un matériau appelé tamis moléculaire pour la séparation des gaz. Dans le cas de la génération d'oxygène, un tamis à base de zéolite force l'adsorption préférentielle pour l'azote. De l'air propre et sec traverse les lits de tamis du générateur d'oxygène, produisant un gaz enrichi en oxygène. Un équipement de membrane de séparation d'azote est également utilisé.

## Usages
Les générateurs chimiques d'oxygène sont utilisés dans les avions, les appareils respiratoires pour les pompiers et les équipes de sauvetage minier, les sous-marins et partout où un générateur d'oxygène d'urgence compact avec une longue durée de vie est nécessaire. Ils contiennent généralement un dispositif d'absorption du dioxyde de carbone, parfois un filtre rempli d'hydroxyde de lithium ; un kilogramme de LiOH absorbe environ un demi-kilogramme de CO2.
- Des générateurs d'oxygène autonomes (SCOG) sont utilisés dans les sous-marins.
- Des dispositifs autonomes de sauvetage (SCSR) sont utilisés pour faciliter l'évacuation des mines.
- Sur la Station spatiale internationale, des générateurs chimiques d'oxygène sont utilisés comme alimentation de secours. Chaque cartouche peut produire suffisamment d'oxygène pour un membre d'équipage pendant une journée[9].